# Anastasija Sevastova
Anastasija Sevastova (Liepaja, Letonia, 13 de abril de 1990) es una tenista profesional letona. Llegó al puesto número 11 de la clasificación WTA en 2018.
En 2010 consiguió su primer torneo WTA, el de Estoril (derrotando en la final a la española Arancha Parra). En 2013, debido a las lesiones, anunció su retirada; no obstante, siguió entrenando en 2014 para regresar al circuito en 2015 y empezar prácicamente de cero.
En 2016 llegó a las finales de los torneos WTA de Mallorca, que perdió con la francesa Caroline Garcia, y de Bucarest, que perdió estrepitosamente con la rumana Simona Halep. En el US Open alcanzó los cuartos de final después de vencer a las cabezas de serie 3, la española Muguruza, y 13, la británica Johanna Konta. Terminó su participación en cuartos derrotada ampliamente por la danesa Caroline Wozniacki.
En febrero de 2022, Sevastova anunció que se tomaría un descanso indefinido de su carrera tenística. Este descanso duró hasta noviembre de 2023, cuando volvió a jugar en el Torneo Challenger de Andorra con una victoria por 2-1 sobre Irene Burillo Escorihuela.
En febrero de 2024, regresó al nivel de la gira de la WTA en el Abierto de Transilvania 2024 con victoria sobre Andreea Mitu.

## Títulos WTA (4; 4+0)

### Individual (4)
| Leyenda                    |
| -------------------------- |
| Grand Slam (0)             |
| Juegos Olímpicos (0)       |
| WTA Tour Championships (0) |
| Premier Mandatory (0)      |
| Premier 5 (0)              |
| Premier (0)                |
| International (4)          |

| N.º | Fecha               | Torneo   | Superficie    | Oponente en la final | Resultado     |
| --- | ------------------- | -------- | ------------- | -------------------- | ------------- |
| 1.  | 9 de mayo de 2010   | Estoril  | Tierra batida | Arantxa Parra        | 6-2, 7-5      |
| 2.  | 25 de junio de 2017 | Mallorca | Hierba        | Julia Görges         | 6-4, 3-6, 6-3 |
| 3.  | 22 de julio de 2018 | Bucarest | Tierra batida | Petra Martić         | 7-6(4), 6-2   |
| 4.  | 28 de julio de 2019 | Jūrmala  | Tierra batida | Katarzyna Kawa       | 3-6, 7-5, 6-4 |

#### Finalista (4)
| N.º | Fecha                | Torneo   | Superficie    | Oponente en la final | Resultado |
| --- | -------------------- | -------- | ------------- | -------------------- | --------- |
| 1.  | 19 de junio de 2016  | Mallorca | Hierba        | Caroline Garcia      | 3-6, 4-6  |
| 2.  | 17 de julio de 2016  | Bucarest | Tierra batida | Simona Halep         | 0-6, 0-6  |
| 3.  | 24 de junio de 2018  | Mallorca | Hierba        | Tatjana Maria        | 4-6, 5-7  |
| 4.  | 7 de octubre de 2018 | Pekín    | Dura          | Caroline Wozniacki   | 3-6, 3-6  |

### Dobles (0)
| Leyenda                    |
| -------------------------- |
| Grand Slam (0)             |
| Juegos Olímpicos (0)       |
| WTA Tour Championships (0) |
| Premier Mandatory (0)      |
| Premier 5 (0)              |
| Premier (0)                |
| International (0)          |

#### Finalista (1)
| N.º | Fecha               | Torneo   | Superficie | Pareja          | Oponentes en la final        | Resultado |
| --- | ------------------- | -------- | ---------- | --------------- | ---------------------------- | --------- |
| 1.  | 25 de junio de 2017 | Mallorca | Hierba     | Jelena Janković | Yung-Jan Chan Martina Hingis | w/o       |

### Clasificación en torneos del Grand Slam en individuales
| Torneo                 | 2009 | 2010 | 2011 | 2012 | 2013 | 2014 | 2015 | 2016 | 2017 | G-P   | Títulos |
| ---------------------- | ---- | ---- | ---- | ---- | ---- | ---- | ---- | ---- | ---- | ----- | ------- |
| Australian Open        | -    | 1R   | 4R   | A    | A    | A    | A    | 2R   | 3R   | 6-4   | 0       |
| Roland Garros          | 1R   | 1R   | 1R   | A    | A    | A    | A    | 2R   | 3R   | 3-5   | 0       |
| Wimbledon              | 1R   | 1R   | 1R   | A    | A    | A    | A    | 1R   | 2R   | 1-5   | 0       |
| US Open                | 2R   | 2R   | 1R   | A    | A    | A    | A    | CF   | CF   | 10-5  | 0       |
| WTA Tour Championships | -    | -    | -    | -    | -    | -    | -    | -    | -    | 20-19 |         |